# Leandro (football, 1980)
Pour les articles homonymes, voir Azevedo et Leandro.
Leandro Lessa Azevedo, plus communément appelé Leandro, est un footballeur brésilien né le 13 août 1980.

## Palmarès

### Corinthians
- Vainqueur de la Coupe du Brésil en 2002
- Vainqueur du Tournoi Rio - São Paulo en 2002

### Fluminense
- Champion de l'État de Rio de Janeiro en 2005
- Champion du Brésil en 2006 et 2007

### Grêmio
- Champion de l'État du Rio Grande do Sul en 2010

### Vasco da Gama
- Vainqueur de la Coupe du Brésil en 2011